# Абу Ибрахим аль-Фараби
Абу́ Ибра́хим Исха́к ибн Ибра́хим аль-Фара́би (араб. أبو إبراهيم الفارابي‎; год рождения неизвестен — 951) — учёный-просветитель, литератор, языковед, наставник. Современник Абу Насра аль-Фараби.

## Биография
Родился в г. Фараб (Отрар) (ныне Южно-Казахстанская область). В детстве обучался грамоте в родном городе, затем отправился за знаниями в арабские страны. Жил в г. Забид (Йемен) — центре просвещения и науки. Вернувшись на родину, преподавал.
Его имя известно всему арабскому миру. Его труды и рукописи хранятся в библиотеках Веймара, Парижа, Лондона, Феса, Каира и других крупных городов. Самое крупное произв. «Диван аль-адаб» («Литературный сборник»), где учёный всесторонне систематизировал вопросы литературы и языка. Труды изданы в Каире в 4 томах известными арабскими учёными Ахмад Мухтар Омаром и Ибрахимом Аписом (1-й т., 481 стр., 1974; 2-й т., 501 стр., 1975; 3-й т., 470 стр., 1976; 4-й т., 259 стр., 1978). Научные труды аль-Фараби исследовал немецкий востоковед К. Броккельман (1868—1959).